# 海地鎮區 (密蘇里州佩米斯科特縣)
海地鎮區（英語：Hayti Township）是位於美國密蘇里州佩米斯科特縣的一個行政鎮區。

## 地方資料
海地鎮區的面積為61.69平方千米，當中陸地面積為60.65平方千米，而水域面積為1.04平方千米。根據2020年美國人口普查的數據，當地共有人口3298人，而人口密度為每平方千米53.46人。